# Haasea flavescens
Haasea flavescens är en mångfotingart som först beskrevs av Robert Latzel 1884.  Haasea flavescens ingår i släktet Haasea och familjen Haaseidae. Inga underarter finns listade i Catalogue of Life.